# Franz Galich
Franz Galich Mazariegos (Amatitlán, Guatemala, 8 de enero de 1951 - Managua, 3 de febrero de 2007) fue un escritor y profesor de literatura de doble

## Su obra
Hay dos vertientes principales en su narrativa: la local, referida a Guatemala, y la regional, donde se remite a Centroamérica. En la primera destaca la novela Huracán corazón del cielo de 1995, que parte del terremoto del 4 de febrero de 1976 que asoló Guatemala para demostrar la fractura social que separa a las múltiples naciones que coexisten y sobreviven en ese país. En la segunda sobresale la novela Managua Salsa City (¡Devórame otra vez!). Se le considera el libro que mejor retrata el estado en que quedó Nicaragua después del conflicto armado entre el Gobierno sandinista y la contra. 
En la cuentística de Galich destacan "El ratero" y "La princesa de Onix y otros relatos".

## Obra
Novela
- Huracán corazón del cielo, 1995.
- Managua Salsa City (¡Devórame otra vez!), 1999. Premio Rogelio Sinán, Panamá.
- En este mundo matraca, 2005.
- Y te diré quién eres (Mariposa traicionera), 2006.
- Tikal Futura. Memorias para un futuro incierto, 2012.

Cuento
- Ficcionario inédito, 1979.
- La princesa de Onix y otros relatos, 1989.
- El ratero y otros relatos, 2003.
- "Perrozompopo, y otros cuentos latinoamericanos, Anamá: 2017.